# Teen Choice Awards 2003
Teen Choice Awards 2003 byly udělovány dne 2. srpna 2003 v Universal Amphitheater v Los Angeles.

## Ceny
Vítězi jsou označeni tučně a jsou uvedeni první v pořadí

### Film
| Herec: drama/akční film | Herečka: drama/akční film |
| --- | --- |
| - Eminem, 8. míle - Ben Affleck, Daredevil - Colin Farrell, Daredevil, Telefonní budka - Elijah Wood, Pán prstenů: Dvě věže - Nick Cannon, Rozjeď to! - Vin Diesel, xXx, Osamělý mstitel - Hugh Jackman, X-Men 2 - Keanu Reeves, Matrix Reloaded | - Jennifer Aniston, Hodná holka - Halle Berryová, Dnes neumírej, X-Men 2 - Kate Bosworth, Osudové léto - Jennifer Garnerová, Daredevil - Brittany Murphy, 8. míle - Jada Pinkett Smith, Matrix Reloaded - Queen Latifah, Chicago - Rebecca Romijn, X-Men 2 |
| Herec: Komedie | Herečka: Komedie |
| - Jim Carrey, Božský Bruce - Anthony Anderson, Klokan Jack - Jamie Kennedy, Nejhledanější v Malibu - Adam Sandler, Kurs sebeovládání - Mike Myers, Austin Powers - Goldmember - Chris Rock, Hlava státu - Ashton Kutcher, Líbánky - Frankie Muniz, Agent Cody Banks | - Queen Latifah, Dům naruby - Jennifer Aniston, Božský Bruce - Sandra Bullock, Láska s výstrahou - Hilary Duff, Italské prázdniny - Kate Hudson, Jak ztratit kluka v 10 dnech - Jennifer Lopez, Krásná pokojská - Brittany Murphy, Líbánky - Reese Witherspoonová, Holka na roztrhání |
| Přechodný umělec (prosazení jak v hudbě, tak ve filmu) | Komik |
| - Mandy Moore - Kelly Clarkson - Beyoncé Knowles - Eminem - Eve - Jennifer Lopez - Jennifer Love Hewitt - Tyrese Gibson | - Jim Carrey - Jimmy Fallon - Jamie Kennedy - Bernie Mac - Mike Myers - Chris Rock - Adam Sandler - Wanda Sykesová |
| Průlomová hvězda: muž | Průlomová hvězda: žena |
| - Eminem, 8. míle - Nick Cannon, Rozjeď to! - Mos Def, Karamelka - Michael Ealy, Holičství, Rychle a zběsile 2 - Colin Farrell, Daredevil, Telefonní budka, Test - Justin Guarini, Láska mezi superstar - Jake Gyllenhaal, Hodná holka - Derek Luke, Příběh Antwona Fishera | - Hilary Duff, Italské prázdniny - Monica Bellucciová, Matrix Reloaded, Slzy slunce - Kelly Clarkson, Láska mezi superstar - Eve, Holičství - Jennifer Garnerová, Daredevil - Beyoncé Knowles, Austin Powers - Goldmember - Queen Latifah, Chicago, Dům naruby - Nia Vardalos, Moje tlustá řecká svatba                                                                                                  |
| Horror/Thriller | Akční film se scénou rvačky |
| - Kruh - Nezvratný osud 2 - Propad do temnot - Pavučina snů - Dům tisíce mrtvol - Identita - Červený drak - Znamení | - Rychle a zběsile 2 - Dům naruby (scéna rvačky) - Daredevil - Matrix Reloaded - Pán prstenů: Dvě věže - X-Men 2 - xXx - Rytíři ze Šanghaje |
| Drama/akční film | Polibek |
| - Matrix Reloaded - 8. míle - Neprůstřelný mnich - Daredevil - Osudové léto - Rozjeď to! - X-Men 2 - Pán prstenů: Dvě věže | - Reese Witherspoonová a Josh Lucas, Holka na roztrhání - Cameron Diaz a Leonardo DiCaprio, Gangy New Yorku - Sanaa Lathan a Taye Diggs, Karamelka - Brittany Murphy a Eminem, 8. míle - Jennifer Aniston a Jake Gyllenhaal, Hodná holka - Kate Hudson a Matthew McConaughey, Jak ztratit kluka v 10 dnech - Brittany Murphy a Ashton Kutcher, Líbánky - Jennifer Lopez a Ralph Fiennes, Krásná pokojská |
| Komedie | Lhář |
| - Holka na roztrhání - Kurs sebeovládání - Dům naruby - Hlava státu - Klokan Jack - Jackass: Film - Nejhledanější v Malibu - Italské prázdniny | - Leonardo DiCaprio, Chyť mě, když to dokážeš - Jennifer Aniston, Hodná holka - Colin Farrell, Telefonní budka - Kate Hudson, Jak ztratit kluka v 10 dnech - Jennifer Lopez, Krásná pokojská - Matthew McConaughey, Jak ztratit kluka v 10 dnech - Rebecca Romijn, X-Men 2 - Renée Zellweger, Chicago |
| Zloduch | Výbuch vzteku |
| - Colin Farrell, Daredevil - Christina Applegate, Letuška 1. třídy - Candice Bergen, Holka na roztrhání - Brian Cox, X-Men 2 - Richard Gere, Chicago - Christian Kane, Líbánky - Ian McKellen, X-Men 2 - Michael Michele, Jak ztratit kluka v 10 dnech | - Adam Sandler, Kurs sebeovládání - Sandra Bullock, Láska s výstrahou - Michael Constantine, Moje tlustá řecká svatba - Kate Hudson, Jak ztratit kluka v 10 dnech - Ashton Kutcher, Líbánky - Lucy Liu, Chicago - Steve Martin, Dům naruby - Jack Nicholson, Kurs sebeovládání |
| Chemie | Letní film |
| - Paul Walker a jeho auto, Rychle a zběsile 2 - Jennifer Garnerová a Ben Affleck, Daredevil - Anna Paquin a Shawn Ashmore, X-Men 2 - Jim Carrey a Morgan Freeman, Božský Bruce - Eric Christian Olsen a Derek Richardson, Blbý a ještě blbější: Jak Harry potkal Lloyda - Sanaa Lathan a Taye Diggs, Karamelka - Kelly Clarkson a Justin Guarini, Láska mezi superstar - Queen Latifah a Eugene Levy, Dům naruby | - Piráti z Karibiku: Prokletí Černé perly |

### Televize
| Herec: drama/akční | Herečka: drama/akční |
| --- | --- |
| - David Gallagher, Sedmé nebe - James Marsters, Buffy, přemožitelka upírů - Joshua Jackson, Dawsonův svět - Bill Bellamy, Fastlane - Tom Welling, Smallville - Gregory Smith, Everwood - Kiefer Sutherland, 24 hodin - Michael Vartan, Alias                          | - Sarah Michelle Gellar, Buffy, přemožitelka upírů - Jessica Biel, Sedmé nebe - Jennifer Garnerová, Alias - Katie Holmes, Dawsonův svět - Kristin Kreuk, Smallville - Brittany Snow, American Dreams - Tiffani Thiessen, Fastlane - Emily VanCamp, Everwood                             |
| Herec: komedie | Herečka: komedie |
| - Ashton Kutcher, Zlatá sedmdesátá - Zach Braff, Scrubs: Doktůrci - Frankie Muniz, Malcolm v nesnázích - Bernie Mac, The Bernie Mac Show - Topher Grace, Zlatá sedmdesátá - Matt LeBlanc, Přátelé                                                                     | - Jennifer Aniston, Přátelé - Courteney Cox, Přátelé - Mila Kunis, Zlatá sedmdesátá - Amanda Bynes, Co mám na tobě ráda - Sarah Chalke, Scrubs: Doktůrci - Kaley Cuoco, 8 Simple Rules... for Dating My Teenage Daughter - Hilary Duff, Lizzie McGuire - Wanda Sykesová, Wanda at Large |
| Reality show | Late night pořad |
| - American Idol - Faktor strachu - Total Request Live - The Jamie Kennedy Experiment - Kdo přežije - The Bachelor - Napálené celebrity - Joe milionář | - Saturday Night Live - The Daily Show - The Late Late Show with Craig Kilborn - Jimmy Kimmel Live! - Last Call with Carson Daly - Noční show Davida Lettermana - MADtv - Late Night with Conan O'Brien                                                                                 |
| Průlomový pořad | Televizní osobnost |
| - 8 Simple Rules... for Dating My Teenage Daughter - American Dreams - Everwood - George Lopez - Less Than Perfect - Oliver Beene - Wanda at Large - Co mám na tobě ráda                                                                                              | - Simon Cowell - Carson Daly - Jimmy Fallon - Jamie Kennedy - Johnny Knoxville - Kelly Osbourne - Quddus - Ryan Seacrest |
| Mužská hvězda reality show | Ženská hvězda reality show |
| - Ruben Studdard, American Idol - Clay Aiken, American Idol - Andrew Firestone, The Bachelor - Bob Guiney, The Bachelorette - Evan Marriott, Joe milionář - Dax Shepard, Joe milionář - Matthew von Ertfelda, Kdo přežije                                             | - Kelly Osbourne, Osbournovi - Kimberly Caldwell, American Idol - Kimberley Locke, American Idol - Trishelle Cannatella, The Real World - Jenna Morasca, Kdo přežije - Trista Rehn, The Bachelorette - Jen Schefft, The Bachelor - Anna Nicole Smith, The Anna Nicole Show              |
| Drama/akční pořad | Komedie |
| - Sedmé nebe - 24 hodin - Alias - Buffy, přemožitelka upírů - American Dreams - Dawsonův svět - Fastlane - Smallville | - Přátelé - 8 Simple Rules... for Dating My Teenage Daughter - The Bernie Mac Show - Gilmorova děvčata - Lizzie McGuire - Malcolm v nesnázích - Zlatá sedmdesátá - Scrubs: Doktůrci |
| Pořad o randění | Pomocník |
| - Dismissed - The 5th Wheel - Blind Date - Change of Heart - EX-treme Dating - Meet My Folks - Shipmates - Taildaters | - Wilmer Valderrama, Zlatá sedmdesátá - Keiko Agena, Gilmorova děvčata - Mika Boorem, Dawsonův svět - Alyson Hanniganová, Buffy, přemožitelka upírů - Allison Mack, Smallville - Erik Per Sullivan, Malcolm v nesnázích - Michael Rosenbaum, Smallville - Kevin Weisman, Alias          |
| Průlomová hvězda: Muž | Průlomová hvězda: Žena |
| - George Stults, Sedmé nebe - Cedric the Entertainer, Cedric the Entertainer Presents - Wesley Jonathan, Co mám na tobě ráda - Andrew Lawrence, Oliver Beene - George Lopez, George Lopez - Gregory Smith, Everwood - Mark Valley, Keen Eddie - Michael Vartan, Alias | - Kaley Cuoco, 8 Simple Rules... for Dating My Teenage Daughter - Elisha Cuthbert, 24 hodin - Tamyra Gray, Bostonská střední - Sienna Miller, Keen Eddie - Ashlee Simpson, Sedmé nebe - Brittany Snow, American Dreams - Wanda Sykesová, Wanda at Large - Aisha Tyler, Přátelé          |
| Nejstrašidelnější moment v reality show | Nejlepší moment v reality show |
| - American Idol, když se Ruben dostal do spodní trojice | - Napálené celebrity, daňová exekuce Justina Timberlaka |
| Zlatíčko reality show | Hezoun v reality show |
| - Paula Abdul, American Idol | - Ashton Kutcher, Napálené celebrity |
| Nejhrubější moment v reality show | Krásná žena |
| - Faktor strachu | - Hilary Duff |
| Oblíbená videohra | |
| - Grand Theft Auto: Vice City - Def Jam Vendetta - Enter the Matrix - Zeruda no densetsu: Kaze no takuto - Madden NFL 2003 - NBA Street Vol. 2 - Splinter Cell - Pro Skater 4                                                                                         | |